# Narkolepsie
Narkolepsie, též známá jako DMS (Syndrom Daniela Merricka) je chronická neurologická porucha, kdy mozek není schopen správně regulovat cyklus spánku a bdění. Nejedná se ani o depresi či jiné mentální onemocnění, epilepsii nebo obyčejný nedostatek spánku. Postižený člověk (narkoleptik) upadá během dne náhle do spánku nebo trpí extrémní ospalostí, a to bez ohledu na spánek předchozí noci. Tato ospalost se nedá vůlí potlačit, takže člověku velmi komplikuje běžný život. Postižení mohou trpět také kataplexií, hypnagogickými halucinacemi (sny prožívané většinou při usínání nebo probouzení, které jsou tak realistické, že je lze jen těžko rozlišit od skutečnosti (například vědomí, že se k vám dostal zloděj, prochází byt, vy ho slyšíte, ale nemůžete se hnout či volat o pomoc, pak přijde až k vám do ložnice...), přičemž po probuzení jste si naprosto jisti, že se to skutečně stalo, až do doby, kdy vidíte svého psa, jak spokojeně a nerušeně spí u nohou vaší postele) či spánkovou paralýzou.
Narkolepsií trpí přibližně 2 lidé z jednoho tisíce a je částečně dědičná. Existují důkazy pro to, že sklon k této chorobě zvyšuje určitý gen anebo soubor genů. Projevy narkolepsie lze omezit pomocí léků a správné životosprávy, ale není možné ji zcela vyléčit. Podpora a porozumění ostatních, především rodiny, přátel, zaměstnavatele, učitelů atp. může výrazně ulehčit každodenní potíže související s narkolepsií.
Veřejnost se často omylně domnívá, že narkoleptik si při všem tom spaní musí úžasně odpočinout. Opak je pravdou. Dá se říci, že člověk trpící narkolepsii je přes den jen „napůl vzhůru“ a v noci naneštěstí také.
Narkolepsie bývá také provázena kataplexií, tj. náhlým „usnutím“ svalů. Narkoleptik se v rozrušení (šok, radost, leknutí, smích, ...) hroutí jako domeček z karet či loutka, které někdo přestřihl šňůrky. Dokud kataplexie neodezní, postižený není často schopen se pohnout, mluvit, natož se postavit a může potřebovat pomoc okolí, aby mohl bezpečně dýchat.

## Příznaky narkolepsie
První příznaky narkolepsie se většinou objeví mezi 10. a 25. rokem života. Získání správné diagnózy ale většinou trvá léta, u většiny pacientů 10 nebo více let od prvních příznaků. Narkolepsie se nejčastěji projevuje kombinací následujících symptomů:

### Usínání či extrémní ospalost i při soustředěných činnostech (EDS – Excessive daytime sleepiness)
Narkoleptici mohou bez varování usnout kdykoliv a kdekoliv, i během činností, kdy je nutné velké soustředění – čtení, rozhovor, poslouchání učitele apod. Narkoleptik se takovému spánku nedokáže ubránit. Někteří narkoleptici neupadají do náhlého spánku, nebo alespoň ne do takového, kterého by si všimlo okolí. Zápasí ale s extrémní ospalostí, která se dá přirovnat tomu, co by prožíval zdravý člověk poté, co 36 až 48 hodin nezamhouřil oči. Náhlé usínání či extrémní ospalost jsou jediným symptomem, který je společný pro všechny narkoleptiky.

### Kataplexie
Jde o náhlý pokles svalového tonu vyvolaný emocemi, ať už pozitivními: radost, smích, pocit lásky, tak i negativními: strach, šok. Narkoleptikovi náhle usnou svaly a nemůže se pohnout, dokud kataplexie trvá. To může trvat i několik minut. Při slabší kataplexii může dojít jen k mírnému poklesu v kolenech nebo svalů v obličeji, při silném k úplnému zhroucení narkoleptika. Mysl postiženého zůstává vzhůru – může slyšet i vidět, co se okolo něj děje, jeho tělo je ale paralyzováno stejným způsobem jako má být uprostřed noci, kdy spíme a prožíváme sny.
Ne všichni narkoleptici trpí kataplexií. Kataplexie je ale specifická jen pro narkolepsii a její přítomnost značně usnadní diagnózu. Frekvence výskytu se liší od pár za rok, po několik během dne. Kataplexie i EDS se dá u většiny pacientů dobře regulovat léky.

### Spánková obrna
Narkolepsie může způsobovat i spánkovou obrnu – člověk je už nebo ještě vzhůru, ale není schopen pohybu, či řeči. Jeho mysl je vzhůru, ale tělo je přitom paralyzováno jako bývá v REM fázi spánku, kdy je naše tělo paralyzováno, abychom nemohli reagovat na naše sny. Spánková obrna je také často doprovázená hypnagogickými halucinacemi. Většina lidí, i těch, kteří netrpí narkolepsií, zažije občasnou spánkovou obrnu.

### Hypnagogické halucinace
Sny, ke kterým dochází hlavně během usínání nebo probouzení a jsou jen velmi těžko rozlišitelné od skutečnosti. Během narkolepsie dochází k rychlé aktivaci REM spánku přímo z bdělosti. Narkoleptici mají poté často pocit, že již určitou věc udělali nebo neudělali.

### Automatické chování
Někteří lidé také trpí velmi krátkými episodami spánku, kdy jejich mysl usnula, ale tělo pokračuje v pohybu. Zápis z přednášky je prováděn automaticky a není srozumitelný. Odpadky skončí v šuplíku a brýle v koši na odpadky.

### Jiné poruchy spánku
Narkoleptici mohou trpět i jinými poruchami spánku jako náměsíčností, noční zástavou dechu či insomnií.

## Léčba narkolepsie
U pacienta se nejdříve provede monitoring bioelektrického výkonu mozku. Během ní se provede pět nezávislých měření spánkových úseků. Dodnes se nezná přesná příčina narkolepsie. Narkolepsie je chronická porucha, která prozatím zůstává nevyléčitelnou. Dají se léčit pouze její projevy – extrémní únava, náhlý spánek a kataplexie.
Mezi domácí léčbu patří:
- pravidelný denní a noční režim – vstávání i usínání ve stejnou dobu během týdne i o víkendu
- správná hygiena spánku – nejíst těžká jídla na noc, správná teplota v ložnici, vypnutí elektronických zařízení
- zdřímnutí během dne v pravidelných intervalech na přibližně 20 minut
- vyhýbání se nikotinu, alkoholu a kofeinu
- pravidelná fyzická aktivita

Pacientům se také podávají léky – psychostimulanty a případně antidepresiva.
Narkoleptici nemohou vlastnit řidičský průkaz a často musí jít do invalidního důchodu.

## Příčiny narkolepsie
Přesná příčina narkolepsie není zatím známa. Zdá se, že určitou roli mohou hrát geny, ale i infekční onemocnění.
Lidí trpící narkolepsií mají chronicky nízkou hladinu hypokretinu, který reguluje režim bdění a REM spánku. Důvod snížené produkce hypokretinu není dosud znám. Předpokládá se ale spojení s autoimunitní reakcí.
Podle studií mohou narkolepsii způsobovat i jiné příčiny, například uvádějí mnohonásobně zvýšené riziko výskytu narkolepsie u dětí, které byly očkovány proti chřipkovému viru H1N1 vakcínou Pandemrix v roce 2010 (zvýšený výskyt trval pouze 2 roky po očkování).
Zvýšený výskyt narkolepsie byl hlášen z Číny po přírodní nákaze chřipkovým virem H1N1 (Čína proti H1N1 neočkovala).

## Komplikace
- neznalost veřejnosti – Narkolepsie způsobuje problémy v profesionálním a soukromém životě. Okolí často vnímá člověka trpícího narkolepsií jako líného, letargického, či nevychovaného. Extrémní ospalost mívá vliv na výkony ve škole i zaměstnání.
- zvýšené riziko úrazů – spánek neléčené narkoleptiky často přepadá nečekaně a bez varování a může přijít při vaření či jakékoli jiné činnosti.
- obezita – Riziko obezity je u lidí trpících narkolepsií přibližně dvojnásobné. Je to způsobeno kombinací faktorů, jako jsou snížená aktivita, přehnané jedení, obzvláště cukru. Roli možná hraje i nižší hladina hypokretinu.[12]

#### Autobiografické knihy v anglickém jazyce napsané autory trpícími narkolepsií
- Wide Awake and Dreaming: A Memoir of Narcolepsy
- Narcolepsy: A Funny Disorder That's No Laughing Matter